# Genesis Live over Europe

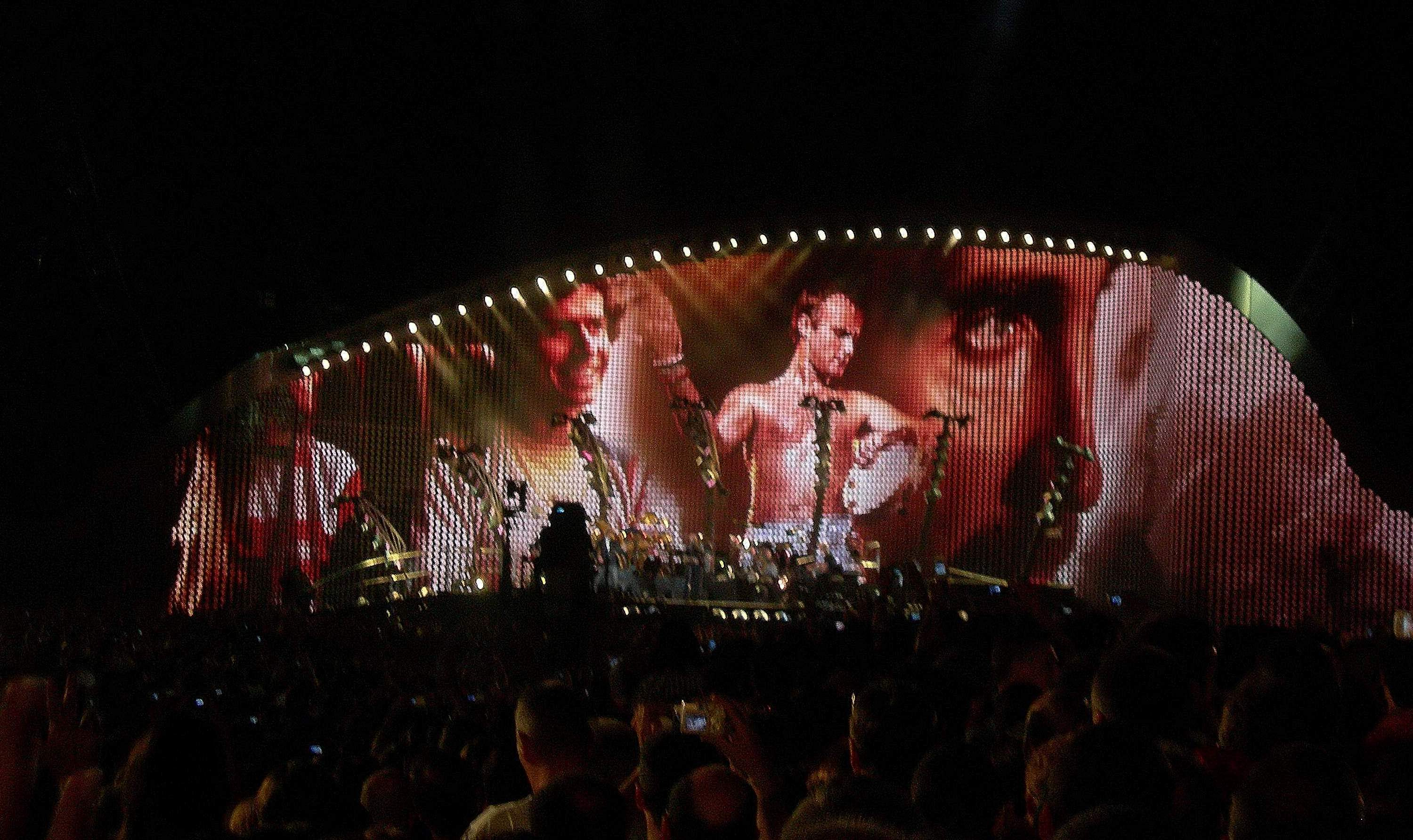
Concert in het Circus Maximus in Rome, 14 juli 2007

Live over Europe is een livemuziekalbum van de Engelse band Genesis. Het album is opgenomen tijdens diverse concerten tijdens de Europese toer;Turn It on Again: The Tour. Later verscheen nog een dvd-versie met het concert in Rome.

## Tracks
| Nr. | Titel | Locatie optredens                   | Duur  |
| --- | --- | ----------------------------------- | ----- |
| 1.  | Dukes Intro (Tony Banks, Mike Rutherford, Phil Collins)                                                    | Concert Manchester, 07.7            | 3:49  |
| 2.  | Turn It On Again (Genesis)                                                                                 | Concert Amsterdam, 01.7             | 4:26  |
| 3.  | No Son of Mine (Genesis)                                                                                   | Concert Amsterdam, 01.7             | 6:57  |
| 4.  | Land of Confusion (Genesis)                                                                                | Concert Helsinki, 11.6              | 5:11  |
| 5.  | In the Cage (including Excerpts from Cinema Show and Dukes Travel) (Genesis, Steve Hackett, Peter Gabriel) | Concert Manchester, 07.7            | 13:30 |
| 6.  | Afterglow (Genesis, Steve Hackett)                                                                         | Concert Manchester, 07.7            | 4:28  |
| 7.  | Hold on My Heart (Genesis)                                                                                 | Concert Hannover, 15.6              | 5:58  |
| 8.  | Home by the Sea (Genesis)                                                                                  | Concert Düsseldorf, 27.6/Rome, 14.7 | 11:59 |
| 9.  | Follow You Follow Me (Genesis)                                                                             | Concert Parijs, 30.6                | 4:19  |
| 10. | Firth of Fifth (deel) (Genesis, Steve Hackett, Peter Gabriel)                                              | Concert Manchester, 07.7            | 4:40  |
| 11. | I know what I like (in your wardrobe) (Genesis, Steve Hackett, Peter Gabriel)                              | Concert Manchester, 07.7            | 6:45  |

| Nr. | Titel                                                                  | Locatie optredens                  | Duur  |
| --- | ---------------------------------------------------------------------- | ---------------------------------- | ----- |
| 1.  | Mama (Tony Banks, Mike Rutherford, Phil Collins)                       | Concert in Frankfurt am Main, 05.7 | 9:57  |
| 2.  | Ripples (Genesis, Steve Hackett)                                       | Concert Praag, 20.6                | 7:58  |
| 3.  | Throwing It All Away (Genesis)                                         | Concert Parijs, 30.6               | 6:01  |
| 4.  | Domino (Genesis)                                                       | Concert in Rome, 14.7              | 11:34 |
| 5.  | Conversation With 2 Stools (drumsolo) (Phil Collins, Chester Thompson) | Concert München, 10.7              | 6:49  |
| 6.  | Los Endos (Genesis, Steve Hackett)                                     | Concert Twickenham, 08.7           | 6:25  |
| 7.  | Tonight, Tonight, Tonight (Genesis)                                    | Concert Rome, 14.7                 | 3:49  |
| 8.  | Invisible Touch (Genesis)                                              | Concert Rome, 14.7                 | 5:35  |
| 9.  | I Can't Dance (Genesis)                                                | Concert München,10.7               | 6:12  |
| 10. | Carpet Crawlers (Genesis, Steve Hackett, Peter Gabriel)                | Concert Manchester, 07.7           | 6:00  |

## Bezetting
- Tony Banks : toetsen
- Phil Collins : drums, percussion, zang
- Mike Rutherford : gitaar, basgitaar
- Daryl Stuermer : basgitaar, gitaar
- Chester Thompson : drums

From Genesis to Revelation · Trespass · Nursery Cryme · Foxtrot · Live · Selling England by the Pound · The Lamb Lies Down on Broadway · A Trick of the Tail · Wind & Wuthering · Seconds Out · ...And then there were three... · Duke · Abacab · Three Sides Live · Genesis · Invisible Touch · We Can't Dance ·  The way we walk volume one, the shorts · The way we walk volume two, the longs · Calling All Stations · Turn It On Again · Genesis Live over Europe